# Carl Weathers
Carl Weathers (14. ledna 1948 New Orleans, USA – 1. února 2024) byl americký herec a hráč amerického fotbalu ve Spojených státech a Kanadě. Byl známý pro své role Apollo Creeda ve filmové sérii Rocky a Dillona ve filmu Predátor, taktéž ze seriálu Mandalorian kde si zahrál roli: Greef Karga.